# Antiblemma furvipars
Antiblemma furvipars là một loài bướm đêm trong họ Erebidae.